# 산입
- 산입은 셈하여 넣는 것을 뜻하는 단어이다.
  - 구금일수의 형기 산입
    - 판결선고전 구금일수의 일부산입 사건

  - 손금산입
  - 손금불산입
  - 익금산입
  - 익금불산입
  - 최저임금 산입
  - 통상임금 산입